# Lista de times extintos da National Football League
Esta é uma lista dos times de futebol americano que jogaram pelo menos uma vez na National Football League e que estão extintos. Note que o propósito dessa lista é incluir apenas os times que deixaram de existir e não aqueles que trocaram de cidade ou de nome. A relação dos times e as informações sobre campeonatos foram tirados do livro O Início da NFL 1920-1952.

## Relação
Times que ganharam um campeonato da NFL estão marcados com um asterisco (*).
- Akron Pros / Indians*
- Baltimore Colts (1950)
- Boston Yanks
- Brooklyn Dodgers (NFL) / Tigers
- Brooklyn Lions / Horsemen
- Buffalo All-Americans / Bisons / Rangers / Bisons
- Canton Bulldogs*
- Chicago Tigers
- Cincinnati Celts
- Cincinnati Reds
- Cleveland Indians
- Cleveland Indians (NFL)/ Bulldogs*
- Cleveland Tigers / Indians
- Columbus Panhandles / Tigers
- Dallas Texans (1952)
- Dayton Triangles
- Detroit Heralds / Tigers
- Detroit Panthers
- Detroit Wolverines
- Duluth Kelleys / Eskimos
- Evansville Crimson Giants
- Frankford Yellow Jackets*
- Hammond Pros
- Hartford Blues
- Kansas City Blues / Cowboys
- Kenosha Maroons
- Los Angeles Buccaneers
- Louisville Brecks / Colonels
- Milwaukee Badgers
- Minneapolis Marines / Red Jackets
- Muncie Flyers
- New York Brickley Giants
- New York Bulldogs / Yanks
- New York Yankees
- Oorang Indians
- Orange Tornadoes / Newark Tornadoes
- Pottsville Maroons / Boston Bulldogs
- Providence Steam Roller*
- Racine Legion / Tornadoes
- Rochester Jeffersons
- Rock Island Independents
- St. Louis All Stars
- St. Louis Gunners
- Staten Island Stapletons / Stapes
- Toledo Maroons
- Tonawanda Kardex
- Washington Senators